# 卡爾斯坦

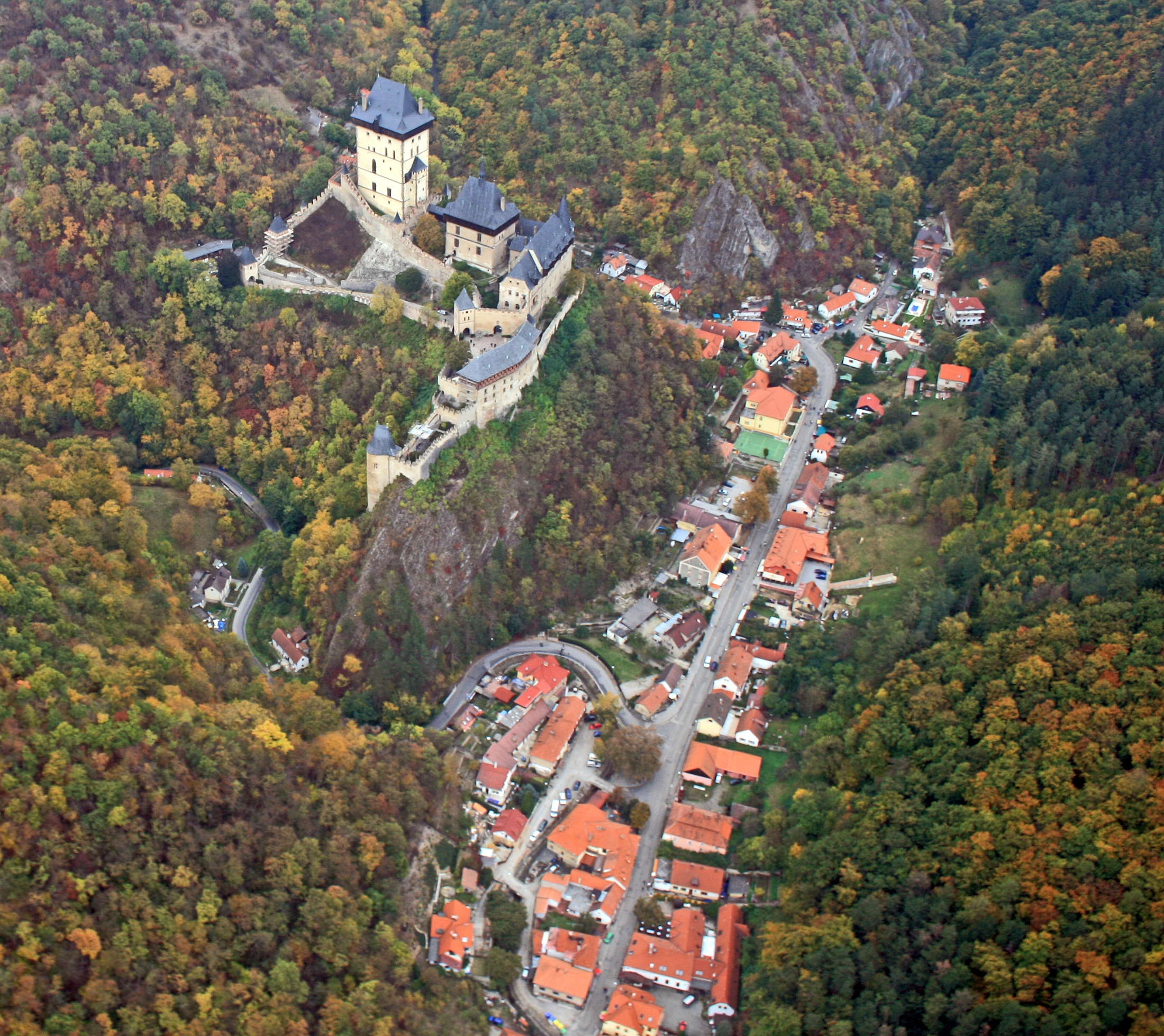
卡爾斯坦城堡和城鎮

卡爾斯坦是捷克的城鎮，位在該國西部，距離首都布拉格西南方30公里，由中波希米亞州負責管轄，面積12.08平方公里，海拔高度345公尺，2006年人口775。有知名的卡爾斯坦城堡。

## 外部連結
- Municipal website（页面存档备份，存于）